# بنك بيانات البروتينات
بنك بيانات البروتين (بالإنجليزية: Protein Data Bank (PDB))‏ وهو مستودع للبيانات الهيكلية ثلاثي الأبعاد للجزيئات البيولوجية الكبيرة، مثل البروتينات والأحماض النووية. ويمكن للبيانات، وعادة ما يتم الحصول عليها عن طريق البلوريات بالأشعة السينية أو مطياف الرنين المغناطيسي النووي، والذي قدمه علماء الأحياء والكيمياء الحيوية من مختلف أنحاء العالم، يمكن الوصول إليها على شبكة الانترنت. والمصرف يشرف على تنظيم جميع أنحاء العالم.

## اقرأ أيضاً
- معرف ميكروبي عالمي

## وصلات خارجية
- بنك بيانات البروتينات على موقع Framasoft (الفرنسية)
- الموقع الرسمي لمصرف بيانات البروتين
- بنك بيانات البروتين في أوروبا
- بنك بيانات البروتين في أمريكا نسخة محفوظة 28 أغسطس 2008 على موقع واي باك مشين.
- بنك بيانات البروتين في اليابان